# گورنووا موگیلا
گورنووا موگیلا (به بلغاری: Gornova mogila) یک منطقهٔ مسکونی در بلغارستان است که در شهرستان گابروو واقع شده‌است.